# Spectre (topologie)
Pour les articles homonymes, voir Spectre.

En topologie algébrique, une branche des mathématiques, un spectre est un objet représentant une théorie cohomologique généralisée (qui découle du théorème de représentabilité de Brown (en)). Cela signifie que, étant donné une théorie de cohomologie
{\displaystyle {\mathcal {E}}^{*}:{\text{CW}}^{op}\to {\text{Ab}}},
il existe des espaces {\displaystyle E^{k}} tels que l'évaluation de la théorie cohomologique en degré {\displaystyle k} sur un espace {\displaystyle X} équivaut à calculer les classes d'homotopie des morphismes à l'espace {\displaystyle E^{k}}, soit encore
{\displaystyle {\mathcal {E}}^{k}(X)\cong \left[X,E^{k}\right]}.
Remarquons qu'il existe plusieurs catégories de spectres différentes conduisant à de nombreuses difficultés techniques, mais ils déterminent tous la même catégorie homotopique (en), connue sous le nom de catégorie d'homotopie stable. C'est l'un des points clés de l'introduction des spectres car ils forment un foyer naturel pour la théorie de l'homotopie stable.

## Définition d'un spectre
Il existe de nombreuses variantes de la définition : en général, un spectre est une suite quelconque {\displaystyle (X_{n})} d'espaces topologiques pointés ou d'ensembles simpliciaux pointés munis des morphismes structurels {\displaystyle S^{1}\wedge X_{n}\to X_{n+1}} donnant des équivalences d'homotopie.
Le théorie développée ici est due à Frank Adams (1974) : un spectre (ou CW-spectre) est une suite {\displaystyle E:=\{E_{n}\}_{n\in \mathbb {N} }} de CW-complexes avec les inclusions {\displaystyle \Sigma E_{n}\to E_{n+1}} de la suspension {\displaystyle \Sigma E_{n}} en tant que sous-complexe de {\displaystyle E_{n+1}}.
Pour d'autres définitions, voir spectre symétrique (en) et spectre simplicial.

### Groupes d'homotopie d'un spectre
L'un des invariants les plus importants des spectres sont ses groupes d'homotopie. Ils reflètent la définition des groupes d'homotopie stable des espaces puisque la structure des morphismes de suspension fait partie intégrante de sa définition. Étant donné un spectre {\displaystyle E}, on définit le groupe d'homotopie {\displaystyle \pi _{n}(E)} comme la colimite
{\displaystyle {\begin{aligned}\pi _{n}(E)&=\lim _{\to k}\pi _{n+k}(E_{k})\\&=\lim _{\to }\left(\cdots \to \pi _{n+k}(E_{k})\to \pi _{n+k+1}(E_{k+1})\to \cdots \right)\end{aligned}}}
où les morphismes sont induits par la composition du morphisme de suspension
{\displaystyle \Sigma :E_{n}\to \Sigma E_{n}}
avec le morphisme structural
{\displaystyle \Sigma E_{n}\to E_{n+1}}
Un spectre est dit connectif si ses {\displaystyle \pi _{k}} sont nuls pour k négatif.

## Exemples

### Spectre d'Eilenberg-MacLane
Considérons la cohomologie singulière {\displaystyle H^{n}(X;A)} à coefficients dans un groupe abélien {\displaystyle A}. Pour un CW-complexe {\displaystyle X}, le groupe {\displaystyle H^{n}(X;A)} peut être identifié avec l'ensemble des classes d'homotopie d'applications de {\displaystyle X} dans {\displaystyle K(A,n)}, l'espace d'Eilenberg-MacLane avec homotopie concentrée en degré {\displaystyle n}. Cela s'écrit
{\displaystyle [X,K(A,n)]=H^{n}(X;A)}
Alors le spectre correspondant {\displaystyle HA} a pour {\displaystyle n}-ième espace {\displaystyle K(A,n)} ; c'est ce qu'on appelle le spectre d'Eilenberg-MacLane. Cette construction peut être utilisée pour intégrer n'importe quel anneau {\displaystyle A} dans la catégorie des spectres. Cette intégration constitue la base de la géométrie spectrale utilisée comme modèle pour la géométrie algébrique dérivée. L'une des propriétés importantes trouvées dans ce plongement sont les isomorphismes
{\displaystyle {\begin{aligned}\pi _{i}(H(R/I)\wedge _{R}H(R/J))&\cong H_{i}\left(R/I\otimes ^{\mathbf {L} }R/J\right)\\&\cong \operatorname {Tor} _{i}^{R}(R/I,R/J)\end{aligned}}}
montrant que la catégorie des spectres garde une trace des informations dérivées des anneaux commutatifs, où le smash-produit agit comme le produit tensoriel dérivé. De plus, le spectre d'Eilenberg – Maclane peut être utilisé pour définir des théories telles que l'homologie topologique de Hochschild pour les anneaux commutatifs, ce qui donne une théorie plus raffinée de l'homologie de Hochschild classique.

### K-théorie topologique complexe
Comme deuxième exemple important, considérons la K-théorie topologique. Au moins pour X compact, {\displaystyle K^{0}(X)} est défini comme étant le groupe de Grothendieck du monoïde des fibrés vectoriels complexes sur X . Aussi, {\displaystyle K^{1}(X)} est le groupe correspondant aux fibrés vectoriels sur la suspension de X. La K-théorie topologique est une théorie cohomologique généralisée, elle donne donc un spectre. L'espace zéro est {\displaystyle \mathbb {Z} \times BU} tandis que le premier espace est {\displaystyle U}. Ici {\displaystyle U} est le groupe unitaire infini et {\displaystyle BU} est son espace classifiant. Par périodicité de Bott on obtient {\displaystyle K^{2n}(X)\cong K^{0}(X)} et {\displaystyle K^{2n+1}(X)\cong K^{1}(X)} pour tout n, donc tous les espaces du spectre topologique de la théorie K sont donnés soit par {\displaystyle \mathbb {Z} \times BU} soit par {\displaystyle U}. Il existe une construction correspondante utilisant des faisceaux de vecteurs réels au lieu de faisceaux de vecteurs complexes, ce qui donne un spectre 8-périodique.

### Spectre des sphères
L'un des exemples par excellence d'un spectre est le spectre des sphères {\displaystyle \mathbb {S} } . Il s'agit d'un spectre dont les groupes d'homotopie sont donnés par les groupes d'homotopie stable des sphères, donc
{\displaystyle \pi _{n}(\mathbb {S} )=\pi _{n}^{\mathbb {S} }}
Il est possible d'écrire ce spectre explicitement comme {\displaystyle \mathbb {S} _{i}=S^{i}} où {\displaystyle \mathbb {S} _{0}=\{0,1\}}. Le smash-produit donne une structure de produit sur ce spectre
{\displaystyle S^{n}\wedge S^{m}\simeq S^{n+m}}
induisant une structure d'anneau sur {\displaystyle \mathbb {S} }. De plus, si l'on considère la catégorie des spectres symétriques, ce spectre devient l'objet initial, analogue à {\displaystyle \mathbb {Z} } dans la catégorie des anneaux commutatifs.

### Spectres de Thom
Un autre exemple canonique de spectres provient des spectres de Thom représentant diverses théories de cobordisme. Cela inclut le cobordisme réel {\displaystyle MO}, le cobordisme complexe {\displaystyle MU}, le cobordisme de repères, le cobordisme de spin {\displaystyle MSpin}, le cobordisme de cordes {\displaystyle MString}, et ainsi de suite (en). En effet, pour tout groupe topologique {\displaystyle G} il existe un spectre de Thom {\displaystyle MG} .

### Spectre de suspension
Un spectre peut être construit à partir d'un espace. Le spectre de suspension d'un espace {\displaystyle X}, noté {\displaystyle \Sigma ^{\infty }X}, est un spectre {\displaystyle X_{n}=S^{n}\wedge X} (les applications structurales sont les identités) Par exemple, le spectre de suspension de la 0-sphère est le spectre des sphères. Les groupes d'homotopie de ce spectre sont alors les groupes d'homotopie stables de {\displaystyle X}, donc
{\displaystyle \pi _{n}(\Sigma ^{\infty }X)=\pi _{n}^{\mathbb {S} }(X)}
La construction du spectre de suspension implique que chaque espace peut être considéré comme une théorie de cohomologie. En fait, il définit un foncteur
{\displaystyle \Sigma ^{\infty }:h{\text{CW}}\to h{\text{Spectra}}}
de la catégorie homotopique des CW-complexes vers la catégorie homotopique des spectres. Les morphismes sont donnés par
{\displaystyle [\Sigma ^{\infty }X,\Sigma ^{\infty }Y]={\underset {\to n}{\operatorname {colim} {}}}[\Sigma ^{n}X,\Sigma ^{n}Y]}
ce qui par le théorème de suspension de Freudenthal finit par se stabiliser. On entend par là que
{\displaystyle \left[\Sigma ^{N}X,\Sigma ^{N}Y\right]\simeq \left[\Sigma ^{N+1}X,\Sigma ^{N+1}Y\right]\simeq \cdots } et {\displaystyle \left[\Sigma ^{\infty }X,\Sigma ^{\infty }Y\right]\simeq \left[\Sigma ^{N}X,\Sigma ^{N}Y\right]}
pour un certain entier {\displaystyle N}. Pour un CW-complexe {\displaystyle X} il existe une construction inverse {\displaystyle \Omega ^{\infty }} qui prend un spectre {\displaystyle E} et forme un espace
{\displaystyle \Omega ^{\infty }E={\underset {\to n}{\operatorname {colim} {}}}\Omega ^{n}E_{n}}
appelé espace de lacets infini du spectre. Pour un CW-complexe {\displaystyle X}
{\displaystyle \Omega ^{\infty }\Sigma ^{\infty }X={\underset {\to }{\operatorname {colim} {}}}\Omega ^{n}\Sigma ^{n}X}
et cette construction vient avec une inclusion {\displaystyle X\to \Omega ^{n}\Sigma ^{n}X} pour tout {\displaystyle n}, d'où un morphisme
{\displaystyle X\to \Omega ^{\infty }\Sigma ^{\infty }X}
qui est injectif. Malheureusement, ces deux structures, avec l'ajout du smash-produit, conduisent à une complexité importante dans la théorie des spectres car il ne peut exister une seule catégorie de spectres qui satisfasse une liste de cinq axiomes reliant ces structures. L'adjonction ci-dessus n'est valable que dans les catégories d'homotopie des espaces et des spectres, mais pas toujours avec une catégorie spécifique de spectres (pas la catégorie d'homotopie).

### Ω-spectre
Un Ω-spectre est un spectre dont l'adjoint de l'application structurale ({\displaystyle X_{n}\to \Omega X_{n+1}}) est une équivalence faible. Le spectre de la K-théorie d'un anneau est un exemple de Ω-spectre.

### Spectre en anneaux
Un spectre en anneaux (en) est un spectre X tel que les diagrammes qui décrivent les  axiomes d'anneaux en termes de smash-produits commutent à homotopie près ({\displaystyle S^{0}\to X} correspond à l'identité). Par exemple, le spectre de la K-théorie topologique est un spectre en anneaux. On peut définir de même la notion de spectre de modules.
Pour de nombreux autres exemples, consultez la liste des théories de cohomologie.

## Fonctions, morphismes et homotopies de spectres
Il existe trois catégories naturelles dont les objets sont des spectres, et dont les morphismes sont les fonctions, ou morphismes ou classes d'homotopie définies ci-dessous.
Une fonction entre deux spectres E et F est une suite d'applications de E n à F n qui commutent avec les applications Σ E n → E n +1 et Σ F n → F n +1 .
Étant donné un spectre {\displaystyle E_{n}}, un sous-spectre {\displaystyle F_{n}} est une suite de sous-complexes qui est aussi un spectre. Comme chaque i -cellule dans {\displaystyle E_{j}} se suspend en une ( i + 1)-cellule dans {\displaystyle E_{j+1}}, un sous-spectre cofinal est un sous-spectre pour lequel chaque cellule du spectre parent est finalement contenue dans le sous-spectre après un nombre fini de suspensions. Les spectres peuvent ensuite former une catégorie en définissant un morphisme de spectres {\displaystyle f:E\to F} comme étant une fonction d'un sous-spectre cofinal {\displaystyle G} de {\displaystyle E} pour {\displaystyle F}, où deux telles fonctions représentent le même morphisme si elles coïncident sur un sous-spectre cofinal. Intuitivement, une telle application de spectres n'a pas besoin d'être définie partout, mais finit par être définie, et deux morphismes qui coïncident sur un sous-spectre cofinal sont dites équivalentes. Cela donne la catégorie des spectres (et des morphismes), qui est un outil majeur. Il y a un plongement naturel de la catégorie des CW-complexes pointés dans cette catégorie : il envoie {\displaystyle Y} sur le spectre de suspension dans lequel le n-ième complexe est {\displaystyle \Sigma ^{n}Y} .
Le smash-produit d'un spectre {\displaystyle E} et d'un complexe pointé {\displaystyle X} est un spectre donné par {\displaystyle (E\wedge X)_{n}=E_{n}\wedge X} (l'associativité du smash-produit montne immédiatement qu'il s'agit bien d'un spectre). Une homotopie de morphismes entre spectres correspond à un morphisme {\displaystyle (E\wedge I^{+})\to F}, où {\displaystyle I^{+}} est l'union disjointe {\displaystyle [0,1]\sqcup \{*\}} avec {\displaystyle *} pris comme point-base.
La catégorie d'homotopie stable, ou catégorie d'homotopie des (CW-)spectres est définie comme étant la catégorie dont les objets sont des spectres et dont les morphismes sont des classes d'homotopie de morphismes entre spectres. De nombreuses autres définitions du spectre, dont certaines paraissent très différentes, conduisent à des catégories d'homotopie stables équivalentes.
Enfin, on peut définir la suspension d'un spectre par {\displaystyle (\Sigma E)_{n}=E_{n+1}} . Cette suspension de translation est inversible, car on peut aussi la désenclencher en réglant {\displaystyle (\Sigma ^{-1}E)_{n}=E_{n-1}} .

## La catégorie d'homotopie triangulée des spectres
La catégorie d'homotopie stable est additive : les morphismes peuvent être sommés en utilisant une variante de l'addition utilisée pour définir les groupes d'homotopie. Ainsi les classes d'homotopie d'un spectre à un autre forment un groupe abélien. De plus la catégorie d'homotopie stable est triangulée (Vogt (1970))[réf. incomplète], le décalage étant donné par la suspension et les triangles distingués par les suites de cônes d'application des spectres
{\displaystyle X\rightarrow Y\rightarrow Y\cup CX\rightarrow (Y\cup CX)\cup CY\cong \Sigma X} .

## Smash-produits de spectres
Le smash-produit des spectres étend le smash-produit des CW-complexes. Elle fait de la catégorie d'homotopie stable une catégorie monoïdale ; en d'autres termes, il se comporte comme le produit tensoriel (dérivé) des groupes abéliens. Un problème majeur avec le samsh-produit est que les façons évidentes de le définir le rendent associatif et commutatif seulement à homotopie près. Certaines définitions plus récentes des spectres, comme spectres symétriques, éliminent ce problème, et donnent une structure monoïdale symétrique au niveau des morphismes, avant de passer aux classes d'homotopie.
Le smash-produit est compatible avec la structure de catégorie triangulée. En particulier, le smash-produit d'un triangle distingué avec un spectre est un triangle distingué.

## Homologie et cohomologie généralisées des spectres
On peut définir les groupes d'homotopie (stables) d'un spectre comme étant ceux donnés par
{\displaystyle \pi _{n}E=[\Sigma ^{n}\mathbb {S} ,E]},
où {\displaystyle \mathbb {S} } est le spectre des sphères et {\displaystyle [X,Y]} est l'ensemble des classes d'homotopie des morphismes de {\displaystyle X} à {\displaystyle Y} . On définit la théorie homologique généralisée d'un spectre E par
{\displaystyle E_{n}X=\pi _{n}(E\wedge X)=[\Sigma ^{n}\mathbb {S} ,E\wedge X]}
et sa théorie cohomologique généralisée par
{\displaystyle E^{n}X=[\Sigma ^{-n}X,E].}
Ici {\displaystyle X} peut être un spectre ou (en utilisant son spectre de suspension) un espace.

## Complexités techniques avec les spectres
L'une des complexités canoniques lors du travail avec des spectres et de la définition d'une catégorie de spectres vient du fait que chacune de ces catégories ne peut pas satisfaire à cinq axiomes apparemment évidents concernant l'espace de lacets infini d'un spectre {\displaystyle Q}
{\displaystyle Q:{\text{Top}}_{*}\to {\text{Top}}_{*}}
envoyant
{\displaystyle QX=\mathop {\text{colim}} _{\to n}\Omega ^{n}\Sigma ^{n}X}
une paire de foncteurs adjoints {\displaystyle \Sigma ^{\infty }:{\text{Top}}_{*}\leftrightarrows {\text{Spectra}}_{*}:\Omega ^{\infty }}, le spectre des sphères et le smash-produit {\displaystyle \wedge } à la fois dans la catégorie des espaces et dans la catégorie des spectres. Si {\displaystyle {\text{Top}}_{*}} désigne la catégorie des espaces pointés faiblement séparés et compactement engendrés, et {\displaystyle {\text{Spectre}}_{*}}  une catégorie de spectres, les cinq axiomes suivants ne peuvent jamais être vérifiés par le modèle spécifique de spectres  :
1. {\displaystyle {\text{Spectre}}_{*}} est une catégorie monoïdale symétrique par rapport au smash-produit {\displaystyle \wedge }
2. Le foncteur {\displaystyle \Sigma ^{\infty }} est adjoint à gauche à {\displaystyle \Omega ^{\infty }}
3. L'unité pour le smash-produit {\displaystyle \wedge } est le spectre des sphères {\displaystyle \Sigma ^{\infty }S^{0}=\mathbb {S} }
4. Il y a ou bien une transformation naturelle {\displaystyle \phi :\left(\Omega ^{\infty }E\right)\wedge \left(\Omega ^{\infty }E'\right)\to \Omega ^{\infty }\left(E\wedge E'\right)} ou bien une transformation naturelle {\displaystyle \gamma :\left(\Sigma ^{\infty }E\right)\wedge \left(\Sigma ^{\infty }E'\right)\to \Sigma ^{\infty }\left(E\wedge E'\right)} qui commute avec l'objet unité dans les deux catégories, et les isomorphismes commutatifs et associatifs des deux catégories.
5. Il existe une équivalence faible naturelle {\displaystyle \theta :\Omega ^{\infty }\Sigma ^{\infty }X\to QX} pour {\displaystyle X\in \operatorname {Ob} ({\text{Top}}_{*})} faisant commuter le diagramme : {\displaystyle {\begin{matrix}X&\xrightarrow {\eta } &\Omega ^{\infty }\Sigma ^{\infty }X\\{\mathord {=}}\downarrow &&\downarrow \theta \\X&\xrightarrow {i} &QX\end{matrix}}} où {\displaystyle \eta } est l'unité de l'adjonction.

De ce fait, l'étude des spectres est fracturée en fonction du modèle utilisé. Pour un aperçu, consultez l'article cité ci-dessus.

## Histoire
Une version du concept de spectre a été introduite dans la thèse de doctorat de 1958 d'Elon Lages Lima (en). Son directeur de thèse Edwin Spanier a écrit davantage sur le sujet en 1959. Les spectres ont été adoptés par Michael Atiyah et George W. Whitehead dans leurs travaux sur les théories d'homologie généralisée au début des années 1960. La thèse de doctorat de 1964 de J. Michael Boardman a donné une définition pratique d'une catégorie de spectres et de morphismes (pas seulement des classes d'homotopie) entre eux, aussi utile dans la théorie de l'homotopie stable que la catégorie des CW-complexes l'est dans le cas instable. Il s'agit essentiellement de la catégorie décrite ci-dessus, et elle est encore utilisée à de nombreuses fins. Voir aussi Adams (1974) ou Rainer Vogt (1970)[réf. incomplète]. D'autres progrès théoriques importants ont cependant été réalisés depuis 1990, améliorant considérablement les propriétés formelles des spectres. Par conséquent, une grande partie de la littérature récente utilise des définitions modifiées du spectre : voir Michael Mandell et al. (2001)[réf. incomplète] pour un traitement unifié de ces nouvelles approches.